# أليز كورنيه

## روابط إضافية
- على موقع رابطة محترفات كرة المضرب
- Alize Cornet Official Website

## روابط خارجية
- أليز كورنيه على موقع رابطة محترفات التنس (الإنجليزية)
- أليز كورنيه على موقع الاتحاد الدولي لكرة المضرب (الإنجليزية)
- أليز كورنيه على موقع كأس بيلي جين كينغ (الإنجليزية)
- أليز كورنيه على موقع بطولة ويمبلدون (الإنجليزية)
- أليز كورنيه على موقع خلاصة التنس.كوم (الإنجليزية)
- أليز كورنيه على موقع اللجنة الأولمبية الدولية (الإنجليزية)
- أليز كورنيه على موقع أوليمبيديا (الإنجليزية)
- أليز كورنيه على موقع اللجنة الأولمبية الفرنسية (مؤرشف) (الفرنسية)